# Thunderbolts*
Thunderbolts* è un film del 2025 diretto da Jake Schreier.
Basato sull'omonimo gruppo di Marvel Comics, è il 36° film del Marvel Cinematic Universe (MCU) e l'ultimo della cosiddetta "Fase Cinque".
La pellicola è prodotta dai Marvel Studios e distribuita da Walt Disney Studios Motion Pictures.

## Trama
Dopo la morte della sorella Natasha Romanoff, l'ex Vedova Nera Yelena Belova è affetta da depressione e si occupa di svolgere varie missioni per Valentina Allegra de Fontaine. Yelena fa visita al padre adottivo Alexei Shostakov, che è diventato un autista di limousine, e lo informa di volersi ritirare dal suo lavoro. Intanto, de Fontaine sta affrontando un impeachment per attività illegali da lei compiute in quanto direttrice della CIA; Bucky Barnes, ora membro del congresso, è in cerca di prove che conducano al suo arresto.
Yelena viene inviata da Valentina per un'ultima missione prima del suo ritiro, con l'apparente incarico di fermare un intruso in un complesso segreto dove si compiono esperimenti. Yelena affronta l'intruso, che si rivela essere Ava Starr / Ghost, ma sul luogo si presentano anche gli agenti John Walker e Taskmaster, tutti inviati da Valentina affinché ciascuno di loro abbia uno degli altri come presunto obiettivo. Dopo che Ghost riesce a uccidere Taskmaster, si crea una situazione di stallo quando si palesa un uomo di nome Bob, che non ricorda come è arrivato lì. Il gruppo scopre che la stanza in cui sono rinchiusi è in realtà un inceneritore, dal momento che Valentina vuole distruggere tutte le prove che possano collegarla ad attività illegali, loro inclusi. I quattro scampano alla trappola, durante la quale sia John che Yelena toccano per sbaglio Bob e rivivono dei momenti spiacevoli della loro vita. De Fontaine li scopre e si presenta sul posto con una squadra per eliminarli in definitiva. Bob dà prova di poteri sovrumani mentre distrae le forze di Valentina per permettere a Yelena, John e Ava di scappare, ma viene nuovamente catturato.
Alexei, che ha fatto da autista a de Fontaine, ha sentito per caso delle sue attività, quindi rintraccia Yelena, John e Ava. Il gruppo viene nuovamente inseguito dagli uomini di Valentina, ma interviene Bucky, che li salva solo per catturarli con l'intenzione di usarli come prova per l'impeachment contro de Fontaine. Dopo aver appreso che Bob era il soggetto di prova di uno dei progetti top secret di Valentina e che rischia di dimostrarsi pericoloso a causa dei suoi squilibri comportamentali, Bucky decide di reclutare il gruppo per sottrarlo alla custodia di Valentina e far arrestare quest'ultima. Alexei denomina il loro gruppo "Thunderbolts" da una squadra di calcio di cui faceva parte Yelena da bambina.
Frattanto, Valentina porta Bob alla sua nuova base, l'ex Avengers Tower a New York, dove lo manipola dicendogli di essere l'unica a tenere a lui, per convincerlo a seguire i suoi ordini. I Thunderbolts arrivano e scoprono che Valentina vuole presentare Bob alla stampa come il supereroe Sentry. Su richiesta di de Fontaine, Sentry attacca e sconfigge facilmente i Thunderbolts, i quali totalmente sovrastati dalla forza e dai poteri superiori del nuovo potenziato sono costretti a ritirarsi; disillusi da quando accaduto, il gruppo si divide e Yelena confessa ad Alexei il profondo malessere che l'affligge. Nel frattempo scoppia una discussione tra Valentina e Sentry, in quanto quest'ultimo prende piena consapevolezza della vastità del suo potere, che lo rende simile a un dio; Valentina inabilita quindi Sentry con un kill switch e progetta di eliminarlo, ma così facendo egli viene sopraffatto dal suo lato oscuro, Void, che trasforma le persone in ombre e finisce per avvolgere tutta New York. I Thunderbolts si mobilitano per aiutare i civili e ottengono così il consenso della popolazione. Resasi conto che l'unico modo per cercare di fermare Void è dall'interno, Yelena si lascia assorbire.
All'interno di Void, Yelena affronta i traumi vissuti da bambina nella Stanza Rossa e l'alcolismo da cui è stata affetta prima di raggiungere Bob, scoprendo che ha vissuto una vita sregolata dovuta agli abusi domestici a cui è stato suo malgrado sottoposto, che lo hanno portato a diventare soggetto degli esperimenti che lo hanno dotato di superpoteri. Ai due si aggiungono gli altri Thunderbolts e insieme raggiungono Void, che sottomette la squadra prima di essere attaccato da Bob. Resasi conto che l'aggressività esercitata da Bob lo sta facendo diventare tutt'uno con Void, Yelena e i compagni riescono a calmarlo e a fargli comprendere di non essere da solo; di conseguenza Void si dissipa, riportando le persone e la città alla normalità, Bob sembra aver dimenticato quanto appena accaduto e Yelena decide di prendersene cura. La squadra cerca di arrestare de Fontaine, ma lei li inganna per presentarli alla stampa come i Nuovi Avengers. Pur furibondi da come de Fontaine abbia ribaltato la situazione a suo favore, il gruppo decide di far buon viso a cattivo gioco, consapevoli che ciò costringerà Valentina a sottostare a loro.
In una scena durante i titoli di coda Alexei cerca di sfruttare la sua nuova popolarità, tentando senza successo di farsi riconoscere in un supermercato. 
In una scena dopo i titoli di coda, ambientata quattordici mesi dopo, il gruppo discute del fatto che non sono ancora accettati come i Nuovi Avengers, che Sam Wilson non intende includerli nel suo team e che ci sono problemi non meglio specificati nello spazio. Vengono interrotti dal ricevimento di un segnale che avvisa dell'arrivo di una misteriosa astronave contrassegnata da un 4.

## Personaggi
- Yelena Belova / Vedova Nera, interpretata da Florence Pugh: un membro dei Thunderbolts che è stata addestrata nella Stanza Rossa come la sorella adottiva Natasha Romanoff.[5]
- James "Bucky" Barnes / Soldato d'Inverno, interpretato da Sebastian Stan: il leader del gruppo, un super soldato creduto morto durante la seconda guerra mondiale, trasformato in uno spietato assassino dopo un lavaggio del cervello; è il migliore amico di Steve Rogers.[5]. Con l'aiuto della gente del Wakanda, da cui viene chiamato White Wolf, è riuscito a liberarsi dal codice del controllo mentale, come raccontato nella miniserie The Falcon and the Winter Soldier e dopo aver combattuto insieme agli Avengers in Avengers: Infinity War e Avengers: Endgame, unisce il gruppo dei Thunderbolts, diventandone leader insieme a Yelena.
- Alexei Shostakov / Red Guardian, interpretato da David Harbour: la controparte russa di Captain America, figura paterna per Natasha e padre adottivo di Yelena.[6][7]
- John Walker / U.S. Agent, interpretato da Wyatt Russell: Un ufficiale della US Navy che soffre di PTSD.[5]
- Antonia Dreykov / Taskmaster, interpretata da Olga Kurylenko: la figlia del generale Dreykov, dotata di riflessi fotografici che le permettono di imitare lo stile di combattimento dei suoi avversari.[8][9]
- Ava Starr / Ghost, interpretata da Hannah John-Kamen: una criminale con la capacità di passare attraverso gli oggetti.[5]
- Robert "Bob" Reynolds / Sentry, interpretato da Lewis Pullman.[5]
- Contessa Valentina Allegra de Fontaine, interpretata da Julia Louis-Dreyfus.[5]

Fanno parte del cast anche Geraldine Viswanathan nel ruolo di Mel, assistente di Valentina; Gianfranco Terrin nel ruolo di Nico e Violet McGraw che riprende il ruolo di Yelena da giovane, già interpretata in Black Widow.

## Produzione

### Sviluppo
Durante la produzione di Guardiani della Galassia (2014), il regista James Gunn ha espresso interesse per un film basato sul team dei Marvel Comics Thunderbolts. Il presidente dei Marvel Studios Kevin Feige ha affermato che questa era una possibilità basata sul successo di Guardiani della Galassia, ma Gunn non era più interessato nel 2021, dopo aver diretto The Suicide Squad - Missione suicida (2021), perché quel team della DC Comics è concettualmente simile ai Thunderbolts. Nel giugno 2018 Hannah John-Kamen ha espresso entusiasmo per riprendere il suo ruolo di Ava Starr / Ghost da Ant-Man and the Wasp (2018) in un film sui Thunderbolts (la versione a fumetti di Ghost era un membro del team).
Le speculazioni sul fatto che un team di Thunderbolts sarebbe stato introdotto nel Marvel Cinematic Universe sono iniziate a metà del 2019 in seguito all'annuncio che Daniel Brühl sarebbe apparso come Helmut Zemo nella serie Disney+ The Falcon and the Winter Soldier (2021), riprendendo il suo ruolo da Captain America: Civil War (2016). Quella serie ha introdotto Julia Louis-Dreyfus come Valentina Allegra de Fontaine e la mostra mentre recluta John Walker / US Agent di Wyatt Russell. De Fontaine viene anche mostrata mentre lavora con Yelena Belova di Florence Pugh nel film Black Widow (2021). I commentatori hanno ipotizzato che stesse reclutando un team di cattivi o antieroi come i Thunderbolts, e alcuni hanno pensato che il team potesse apparire in The Falcon and the Winter Soldier. Il produttore esecutivo Nate Moore ha detto che i Thunderbolts non sono mai stati presi in considerazione per il progetto perché avrebbero "offuscato la storia" e tolto qualcosa ad altri aspetti della serie. Lo sceneggiatore capo Malcolm Spellman ha ritenuto che ci fossero "molte chiacchiere" sulla potenziale introduzione del team nell'MCU e ha dichiarato, "Non so se i fan siano pazzi o no".
Nel giugno 2022 è stato annunciato che ci sarebbe stato un film sui Thunderbolts, diretto da Jake Schreier e con Eric Pearson alla sceneggiatura. Schreier è stato assunto dopo una presentazione che ha "spazzato via" i dirigenti dei Marvel Studios. A quel tempo lo studio era stato in contatto con gli attori per discutere della loro disponibilità a riprendere i loro ruoli per il film. I commentatori hanno suggerito che il team potrebbe essere composto da personaggi come Zemo, Belova, Taskmaster, US Agent, Ghost, Abomination, Bucky Barnes o Clint Barton, con de Fontaine o Zemo a guidare il team. Deadline Hollywood ha anche suggerito che Thaddeus "Thunderbolt" Ross potrebbe essere riassegnato per il film dopo la morte dell'attore William Hurt, poiché quel personaggio ha forti legami con la squadra nei fumetti. ComicBook.com ha ritenuto che i Marvel Studios avrebbero potuto sostituire Ross con il personaggio Robert Maverick, il secondo personaggio a diventare Hulk Rosso nei fumetti, piuttosto che riassegnare Ross. Il film è stato annunciato ufficialmente a luglio al San Diego Comic-Con, con una data di uscita del 26 luglio 2024. Doveva essere l'ultimo film della Fase Cinque dell'MCU.

### Pre-produzione

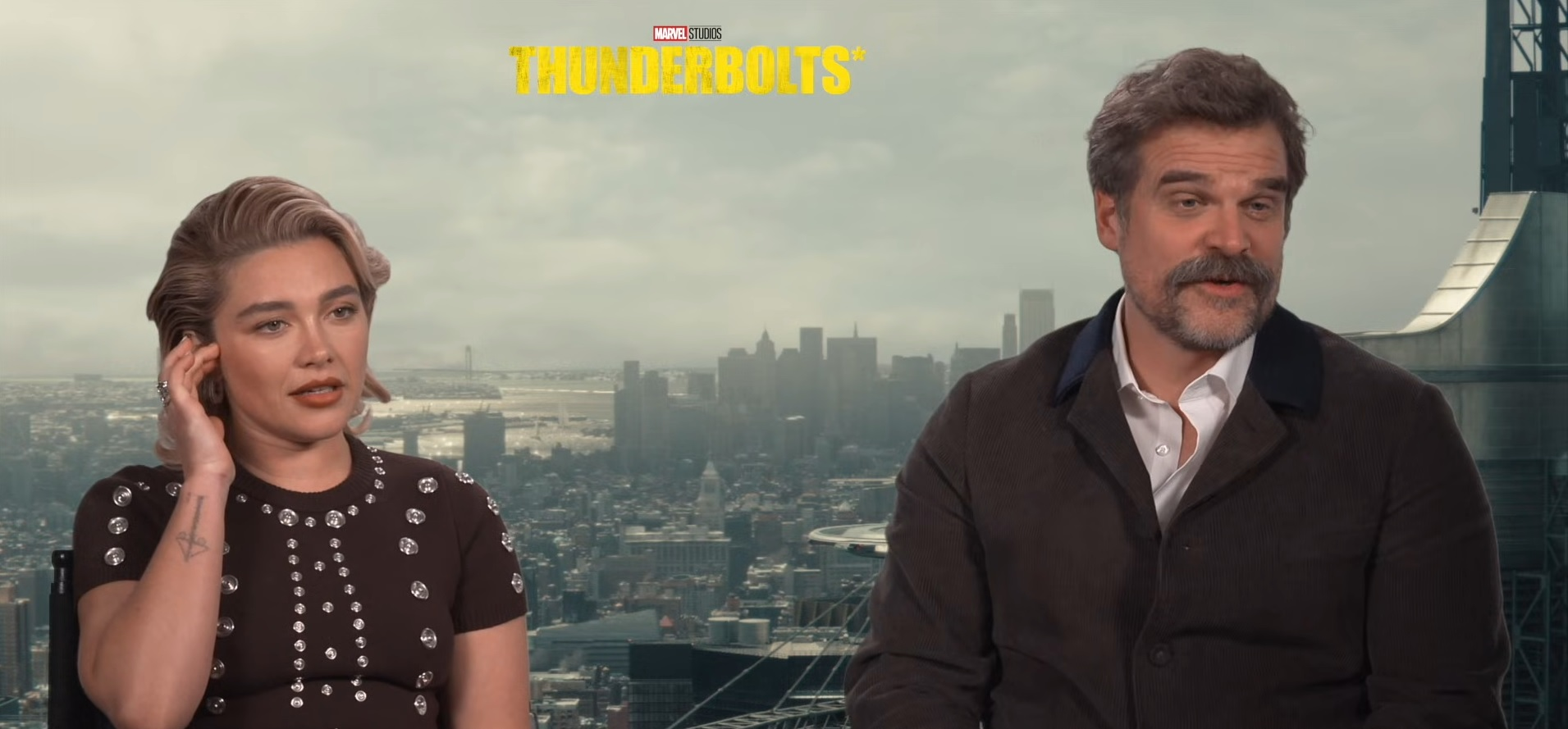
Florence Pugh e David Harbour in un intervista promozionale

Il 10 settembre 2022, in occasione del D23, è stato annunciato il roster di personaggi che andrà a comporre il team dei Thunderbolts nel film: Florence Pugh, Sebastian Stan, Olga Kurylenko, David Harbour, Julia Louis-Dreyfus,Wyatt Russell e Hannah John-Kamen tornano a interpretare rispettivamente di Yelena Belova, Bucky, Taskmaster, Red Guardian, Valentina Allegra de la Fontaine, U.S. Agent e Ghost. Harbour ha affermato che il film sarebbe stato unico nell'MCU, descrivendo il cast principale come "un gruppo di disadattati, emarginati, perdenti e persone che non sono davvero all'altezza del supereroe". Pugh avrebbe dovuto ricevere cifre a otto zeri per Thunderbolts e un altro film MCU. A ottobre 2022 si è unito al cast anche Harrison Ford nel ruolo del generale Ross, sua seconda apparizione nel ruolo dopo quella in Captain America: New World Order. Il 27 gennaio 2023 si è aggiunta al cast Ayo Edebiri. La produzione della pellicola comincerà il 5 giugno. A marzo 2023 è stato ingaggiato Lee Sung Jin per riscrivere la sceneggiatura. Il mese successivo, Steven Yeun fu scelto per un ruolo significativo con il potenziale per continuare in futuri film MCU. Yeun lavorò con Schreier alla serie Netflix Lo Scontro, e il regista aveva in mente l'attore quando aggiunse il personaggio al film. Lo scrittore di fumetti Robert Kirkman, un caro amico di Yeun, ha rivelato che il ruolo in questione era quello di Sentry. Il 3 gennaio 2024 Steven Yeun ha dovuto abbandonare la pellicola e il ruolo di Sentry a seguito dei numerosi rinvii che gli hanno fatto coincidere più impegni lavorativi ed è stato sostituito da Lewis Pullman, per lo stesso motivo anche Ayo Edebiri ha dovuto lasciare il film; al suo posto i Marvel Studios hanno ingaggiato Geraldine Viswanathan. Laurence Fishburne e Rachel Weisz riprenderanno i loro ruoli MCU come Bill Foster e Melina Vostokoff. A gennaio 2024 Andrew Droz Palermo ha sostituito Steve Yedlin come direttore della fotografia.

### Riprese
L'inizio delle riprese era inizialmente previsto per il 12 giugno 2023, ma sono state rinviate a tempo indefinito a causa dello sciopero degli sceneggiatori di maggio 2023. Brian Chapek ha confermato che le riprese cominceranno entro questa estate nello Utah. Le riprese inizieranno a marzo a New York e Utah. Il 26 febbraio 2024, durante l'anterpima di Dune - Parte due (2024), Florence Pugh ha rivelato di aver cominciato le riprese della pellicola. Il budget di produzione del film è stato di 180 milioni di dollari.

### Post-produzione
Harry Yoon e Angela M. Catanzaro sono i montatori del film. Yoon ha lavorato in precedenza a Shang-Chi e la leggenda dei Dieci Anelli (2021) e Lo scontro. Scarlett Johansson è accreditata come produttrice esecutiva della pellicola.

## Promozione

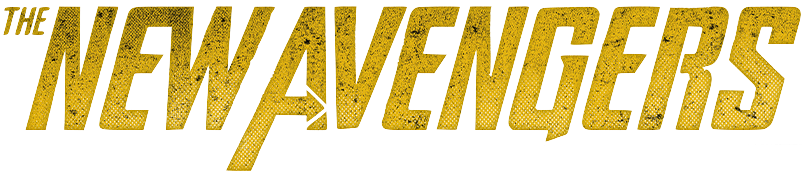
Logo di "The New Avengers", il titolo alternativo utilizzato durante la promozione del film

Dopo l'inizio delle riprese nel marzo 2024, Pugh e i Marvel Studios hanno pubblicato un video dal set in cui mostrava il suo nuovo costume di Vedova Nera e un logo aggiornato per il film con Schreier. Kristen Lopez di TheWrap ha ritenuto che gli spettatori avrebbero "iniziato a decostruire immediatamente le brevi immagini che ha mostrato", mentre Sabina Graves di Gizmodo ha ritenuto che il video fosse delizioso e un divertente antipasto per una scena con Belova. Ha evidenziato i capelli corti di Pugh e il suo scherzo con Schreier sul fatto che "non dovrebbero davvero mostrare nulla di tutto ciò". Chris McPherson di Collider ha anche discusso del costume di Pugh, definendolo "molto militare [e] piuttosto tattico", e ha notato il suo eyeliner verde acqua. Uno sguardo dietro le quinte è stato mostrato al CineEurope a giugno, mentre un primo trailer è stato mostrato durante il San Diego Comic-Con 2024 ma solo ai presenti in sala. Il primo teaser trailer è stato pubblicato il 23 settembre 2024.

## Distribuzione
L'uscita nelle sale, inizialmente prevista per il 26 luglio 2024, è stata poi posticipata al 20 dicembre dello stesso anno. A seguito dello sciopero SAG-AFTRA del 2023 la pellicola è stata posticipata al 25 luglio 2025 e poi anticipata al 2 maggio 2025 mentre nelle sale italiane al 30 aprile 2025.
Il 5 maggio 2025, a seguito dell'uscita nelle sale, è stato rivelato il titolo alternativo I Nuovi Avengers (The New Avengers), svelando così il significato dell'asterisco nel nome, anche se il titolo ufficiale rimane Thunderbolts*, come specificato dalla stessa Disney.

## Accoglienza

### Incassi
Il film si è rivelato un fiasco al botteghino, divenendo uno dei peggiori incassi del franchise. A fronte di un budget di 180 milioni di dollari, il film ha incassato 190274328 $ in Nord America e 192162589 $ nel resto del mondo, per un totale di 382436917 $. In Italia ha incassato 4857596 €.

### Critica
Il film ha ricevuto recensioni positive da parte della critica. Sull'aggregatore di recensioni Rotten Tomatoes ha un indice di gradimento dell'88% basato su 375 recensioni, con un voto medio di 7,1 su 10; il consenso critico del sito afferma: «Riunendo un gruppo eterogeneo di sfavoriti con Florence Pugh come loro magnetica protagonista, Thunderbolts* torna in modo rinfrescante al collaudato modello delle migliori avventure dell'MCU». Su Metacritic ottiene un punteggio di 68 su 100 basato su 53 recensioni.